# Kawa po turecku

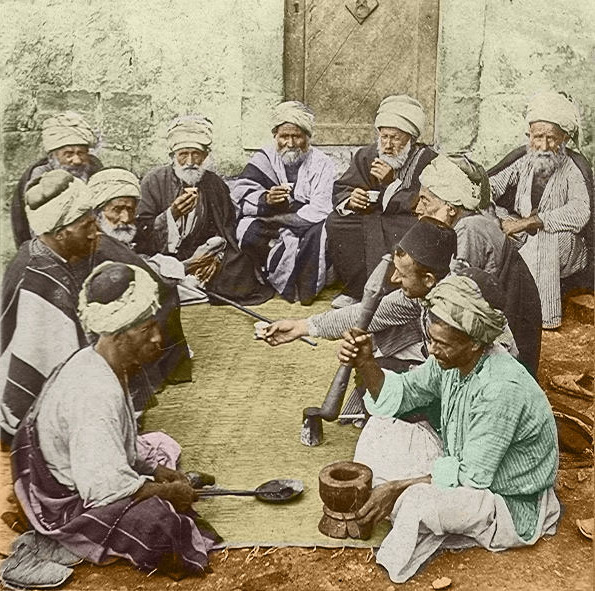
Tradycyjne przygotowywanie kawy

Kawa po turecku (tur. Türk kahvesi) – metoda parzenia kawy. Palone, a następnie drobno zmielone ziarna kawowca są zagotowywane w tygielku, zwykle z cukrem, i serwowane w małej filiżance. Współcześnie taki sposób parzenia jest obecny na Bliskim Wschodzie, w Afryce Północnej, na Kaukazie, Bałkanach, Bali oraz w Europie Wschodniej.
W 2013 roku tradycja parzenia i picia kawy w Turcji została wpisana na listę niematerialnego dziedzictwa UNESCO.

## Historia
Najwcześniejsze dowody na przygotowywanie kawy w ten sposób pochodzą z Jemenu z XV wieku. Pomiędzy końcem XV wieku a początkiem XVI sposób ten rozprzestrzenił się do Kairu i Mekki. W 1640 roku kronikarz İbrahim Pecevi odnotował, iż do roku 1554 na ziemiach osmańskich nie było kawiarni. Około 1554 roku niejacy Hâkem (Hakam) z Aleppo i Şems (Szams) z Damaszku, przybywszy do Konstantynopola, otworzyli kawiarnie w dzielnicy Tahtakale.
Obecnie popularność tradycyjnego sposobu parzenia kawy zmalała na skutek rosnącej popularności innych gorących napojów, takich jak herbata po turecku, kawa ekspresowa i parzona innymi nowoczesnymi stylami.
W 2013 roku tradycja parzenia i picia kawy w Turcji została wpisana na listę niematerialnego dziedzictwa UNESCO.

## Parzenie kawy po turecku
Do przygotowania kawy po turecku nadaje się każdy rodzaj kawy pod warunkiem, że jest ona świeżo prażona i świeżo zmielona na miał.
Kawa po turecku parzona jest w małym, najczęściej miedzianym tygielku o wąskiej szyjce – dżezwie – wyposażonym w długą rączkę. Wąska szyjka dżezwy pozwala na wytworzenie się pianki bez doprowadzania napoju do wrzenia. 
Przygotowując kawę w dżezwie, naczynie napełnia się zimną wodą, sypie drobno zmieloną kawę i dodaje cukier. Dżezwę stawia na małym ogniu lub najlepiej zagłębia w pojemniku typu łaźni piaskowej. Płyn powinien 2–3 krotnie podnieść się w ten sposób do brzegu naczynia, a z boku, spod utworzonej grubej warstwy piany powinna ujść za każdym razem niewielka ilość pary. Po pierwszych 2–3 minutach płyn powinien zacząć się pienić – wtedy dżezwę ściąga się z ognia i czeka, aż piana opadnie. Następnie dżezwa ponownie stawiana jest na małym ogniu, a płyn zaczyna pienić się szybciej. Wówczas ponownie należy tygielek odstawić i odczekać, by piana opadła. Po trzecim podgrzaniu na powierzchni płynu powinna zostać cienka warstwa piany. Kawę z dżezwy nalewa się do malutkich filiżanek bez odcedzania.
Tradycyjna kawa po turecku jest czarna (bez mleka) i słodka, podawana wraz ze szklanką wody. Pije się ją przede wszystkim w kawiarniach.

## Wróżenie z fusów
Pozostałe po wypiciu kawy po turecku fusy bywają wykorzystywane do wróżenia, nazywanego tasseomancją. Aby przeprowadzić rytuał, filiżankę, w której po wypiciu pozostały na dnie fusy, należy przykryć spodeczkiem, odwrócić do góry dnem, a następnie zakręcić filiżanką trzy razy zgodnie z ruchem wskazówek zegara i trochę odczekać, by fusy się ostały. Fusy formują się w różne kształty, które interpretowane są symbolicznie jako zapowiedź przyszłości. Przykładowo kształt ryby zwiastuje bogactwo, fasolki – kłopoty finansowe, kota – nadchodzącą kłótnię, gwiazdy – podróż, klucza – przeprowadzki. Praktyka ta rozpowszechniła się w Europie pod koniec XVII wieku.